# Las Estrellas, Nayarit
Las Estrellas är en ort i Mexiko.   Den ligger i kommunen Del Nayar och delstaten Nayarit, i den centrala delen av landet, 600 km väster om huvudstaden Mexico City. Las Estrellas ligger 744 meter över havet och antalet invånare är 133.
Terrängen runt Las Estrellas är kuperad åt sydväst, men åt nordost är den bergig. Runt Las Estrellas är det mycket glesbefolkat, med 5 invånare per kvadratkilometer. Närmaste större samhälle är Presidio de los Reyes, 18,8 km väster om Las Estrellas. I omgivningarna runt Las Estrellas växer huvudsakligen savannskog.